# Sean Hayes (skuespiller)
 For alternative betydninger, se Sean Hayes. (Se også artikler, som begynder med Sean Hayes)
Sean Patrick Hayes (26. juni 1970 i Chicago, Illinois i USA) er en amerikansk skuespiller og komiker, bedst kendt for rollen som Jack McFarland i NBC-sitcommen Will & Grace. For denne rolle vandt Hayes én Emmy Award i 2000, fire Screen Actors Guild Awards i henholdsvis 2000, 2001, 2002 og 2003, og én American Comedy Award. Hayes har også spillet rollen som Jerry Lewis i tv-filmen "Martin and Lewis".
I 2007 spillede han Thomas i filmen "Nu eller aldrig", (The Bucket List) instrueret af Rob Reiner, og med stjernerne Jack Nicholson og Morgan Freeman i hovedrollerne.